# Płaszcz (film 1926)
Płaszcz / Szynel (ros. Шинель, Szyniel) – radziecki czarno-biały film niemy z 1926 roku w reżyserii Grigorija Kozincewa i Leonida Trauberga bazujący na dwóch utworach Nikołaja Gogola zawartych w tomie Opowiadania petersburskie – Szynel i Newski Prospekt. Film stanowi połączenie tych dwóch utworów i jest eksperymentem FEKS-ów w zakresie stylizacji, a więc ekscentryczną komedią w stylu Opowieści Hoffmanna, z elementami wpływu teorii Freuda, pozbawioną treści społecznych. Jest to najbardziej odrealniony film radziecki z tego okresu, cechuje go m.in. mistyka, fantastyka oraz stylizacja hoffmanowska.
Scenariusz do filmu według opowiadań Gogola napisał Jurij Tynianow. W filmie doszukiwano się nawiązań do niemieckiego ekspresjonizmu.

## Fabuła
Ekscentryczna opowieść o Akakiju Akakijewiczu, człowieku, który miał w życiu dwie miłości – płaszcz i dziewczynę z Newskiego Prospektu.

## Obsada
- Andriej Kostriczkin jako Akakij Akakijewicz Baszmaczkin
- Antonina Jeriemiejewa jako dziewczyna
- Aleksiej Kapler jako „Nieznacząca Osoba”
- Piotr Sobolewski jako czynownik
- Oleg Żakow jako kolega Baszmaczkina
- Siergiej Gierasimow jako krawiec Pietrowicz
- Janina Żejmo jako pomocnica krawca
- Emil Gal